# Antikuna
Genre
Antikuna est un genre d'araignées mygalomorphes de la famille des Theraphosidae.

## Distribution
Les espèces de ce genre sont endémiques du Pérou.

## Liste des espèces
Selon World Spider Catalog (version 22.5, 18/08/2021) :
- Antikuna cernickai Kaderka, Ferretti & Lüddecke, 2021
- Antikuna cimrmani Kaderka, Ferretti & Hüsser, 2021
- Antikuna cyanofemur Kaderka, Ferretti & Hüsser, 2021
- Antikuna majkusi Kaderka, Ferretti & Lüddecke, 2021
- Antikuna sapallanga Kaderka, Ferretti & Lüddecke, 2021
- Antikuna urayrumi Ferretti, Kaderka & West, 2021
- Antikuna valladaresi Ferretti, Kaderka & West, 2021

## Publication originale
- Kaderka, Ferretti, Hüsser, Lüddecke & West, 2021 : « Antikuna, a new genus with seven new species from Peru (Araneae: Theraphosidae: Theraphosinae) and the highest altitude record for the family. » Journal of Natural History, vol. 55, no 21/22, p. 1335-1402.